# Elza Kučera
Elza Kučera, född 22 oktober 1883 i Vinkovci i nuvarande Kroatien, död 22 juni 1972 i Zagreb i nuvarande Kroatien, var en kroatisk psykolog och bibliotekarie.
Hon studerade filosofi och psykologi i Wien, Zagreb och Zürich. 1909 doktorerade hon i psykologi, som den första kvinnan från Kroatien. Dessutom var hon den första kvinnliga bibliotekarien i Kroatien.
I Zagreb hade hon ett privat laboratorium för experimentell psykologi. 1922 utforskade hon ett förnuftigt liv vid psykologiska institutet i Bonn. Hon var författare till Die Fragen der Gefühlspsyhologie und ihre Erklärungsmöglichkeiten (1962) och Die psychologischen Grundlagen der ethischen Verhaltensweisen (1965).